# Deezer
Deezer – powstały w sierpniu 2007 roku we Francji serwis oferujący dostęp do muzyki poprzez media strumieniowe. Usługi platformy są dostępne w ramach oprogramowania dostosowanego do systemów operacyjnych Microsoft Windows i macOS oraz w formie aplikacji na urządzenia mobilne (Android, BlackBerry, iOS, Windows Phone, Logitech, Sonos i inne). Serwis oferuje ponad 53 miliony utworów i jest dostępny w ponad 180 krajach.